# Willy Steuri
Willy Steuri (* 4. März 1912; † 1978), seltener auch Willi Steuri, war ein Schweizer Skirennfahrer der 1930er-Jahre. Er gewann von 1934 bis 1937 drei Bronzemedaillen bei Weltmeisterschaften und 1935 die Kombination des Lauberhornrennens sowie die Abfahrt des Arlberg-Kandahar-Rennens.

## Biografie
Grössere Erfolge erzielte Willy Steuri, der für den Skiclub Kleine Scheidegg startete, zunächst bei den Lauberhornrennen in Wengen. Dort stand er erstmals 1931 mit zwei dritten Plätzen in Abfahrt und Slalom sowie dem daraus resultierenden zweiten Rang in der Kombination auf dem Podest. Im nächsten Jahr wurde er Zweiter der Abfahrt und Dritter der Kombination am Lauberhorn. Beim «Grossen Skirennen der Schweiz», der Schweizer Skimeisterschaft, gewann er 1932 in Zermatt die Abfahrt in der Juniorenklasse und 1933 in Einsiedeln die Abfahrt der Klasse Senioren II. Im selben Jahr erreichte er in Mürren als Dritter der Kombination erstmals beim Arlberg-Kandahar-Rennen einen Podestplatz. Im Jahr 1934 startete Willy Steuri in St. Moritz zum ersten Mal bei Weltmeisterschaften. Im Slalom gewann er hinter Franz Pfnür und David Zogg auf Anhieb die Bronzemedaille. In der Abfahrt wurde er Elfter und in der Kombination Fünfter. Beim 28. Grossen Skirennen der Schweiz in Andermatt wurde er Dritter in der Abfahrt (Senioren I) sowie Sieger des Slaloms der Klasse Senioren II, und am 9. März 1934 siegte er im Kandahar Decenary Race in Mürren aus Anlass des zehnjährigen Bestehens des Kandahar Ski Club.
Grosse Erfolge brachte Steuri der Winter 1935: Er gewann die Bronzemedaille in der Abfahrt bei den Weltmeisterschaften in Mürren, kam jedoch im Slalom nur auf Platz 32 und damit in der Kombination auf Rang 13. Bei den Arlberg-Kandahar-Rennen am selben Ort gewann er die Abfahrt und wurde Dritter in der Kombination. Beim Lauberhornrennen in Wengen gewann er die Kombination und wurde jeweils Zweiter in Abfahrt und Slalom, worauf er als erster überhaupt mit dem Lauberhorn-Schnee-Kristall in Gold für fünf Podestplätze in Abfahrt und Slalom (die Kombination wird nicht mitgezählt) ausgezeichnet wurde. Beim Grossen Schweizer Skirennen 1935 in Grindelwald belegte er den zweiten Platz in der Abfahrt, und bei den französischen Meisterschaften in Chamonix erreichte er Platz zwei in der Abfahrt, Rang drei im Slalom und damit den zweiten Platz in der Kombination (0,03 Punkte hinter François Vignole). Zudem erzielte er beim Grand Prix von Megève den zweiten Platz in der Abfahrt sowie Rang drei in der Kombination.
An den Olympischen Winterspielen 1936, bei denen erstmals alpine Skiwettbewerbe ausgetragen wurden, nahm Willy Steuri nicht teil. Der Schweizer Verband entsandte keine alpine Herrenmannschaft nach Garmisch-Partenkirchen. Bei den zwei Wochen später ausgetragenen Weltmeisterschaften 1936 in Innsbruck stürzte der mit Nummer eins gestartete Steuri in der Abfahrt schwer und schied aus. Im Slalom am nächsten Tag konnte er nicht antreten. Erfolgreich war er wieder bei den Weltmeisterschaften 1937 in Chamonix, bei der er mit Platz fünf in der Abfahrt und Rang sieben im Slalom die Bronzemedaille in der Kombination gewann. Beim Grossen Schweizer Skirennen 1937 in Les Diablerets gewann Steuri den Titel im Slalom und wurde Zweiter in der Abfahrt. Beim Arlberg-Kandahar-Rennen in Mürren verpasste er im selben Jahr als Vierter des Slaloms einen Podestplatz nur knapp.
In den folgenden Jahren erreichte Willy Steuri keine vorderen Platzierungen bei Weltmeisterschaften mehr. Er wurde 1938 in Engelberg nach einem Sturz in der Abfahrt nur 35. – am Slalom am nächsten Tag konnte er nicht teilnehmen – und blieb 1939 in Zakopane nach einer Disqualifikation in der Abfahrt ohne Ergebnis. Ein kleinerer Erfolg gelang ihm 1938 beim No-Fall Championship um den Sunday Times Cup in Wengen, bei dem er wie schon 1936 den dritten Platz belegte. Beim Schweizerischen Skirennen erzielte er 1938 noch den dritten Platz im Slalom (Senioren I). 1942 trat er noch einmal beim Schweizerischen Skirennen in Grindelwald an, erzielte aber keine vorderen Platzierungen mehr.

## Statistik und Erfolge

### Weltmeisterschaften
- St. Moritz 1934: 3. Slalom, 5. Kombination, 11. Abfahrt
- Mürren 1935: 3. Abfahrt, 13. Kombination, 32. Slalom
- Innsbruck 1936: gestürzt in der Abfahrt
- Chamonix 1937: 3. Kombination, 5. Abfahrt, 7. Slalom
- Engelberg 1938: 35. Abfahrt
- Zakopane 1939: disqualifiziert in der Abfahrt

### Weitere Erfolge
- Sieg in der Kombination des Lauberhornrennens 1935
- Sieg in der Abfahrt des Arlberg-Kandahar-Rennens 1935
- Schweizer Meister im Slalom 1937